# بعد 28 أسبوعا (فلم)
بعد 28 أسبوعا (بالإنجليزية: 28 Weeks Later) هو فيلم رعب ما بعد الكارثة صدر عام 2007، من إخراج خوان كارلوس فريسناديو، الذي شارك في كتابة السيناريو إلى جانب روان جوفي، إنريكي لوبيز لافييني، وخيسوس أولمو. يُعد الفيلم جزءًا مستقلاً مكملًا لفيلم بعد 28 يوما (2002)، وهو الجزء الثاني في سلسلة الأفلام التي تحمل الاسم نفسه. يقوم ببطولة الفيلم كل من روبرت كارليل وروز بيرن وجيرمي رينر وهارولد بيريناو وإدريس إلبا. تدور أحداثه بعد وقائع الفيلم الأول، حيث تصور محاولات قوات حلف شمال الأطلسي بقيادة الولايات المتحدة لإنشاء منطقة آمنة في لندن، وما يحدث عندما يخالف شقيقان صغيران البروتوكول للبحث عن صورة لوالدتهما، الأمر الذي يؤدي إلى إعادة إدخال فيروس "الغضب" إلى المنطقة الآمنة.
صدر الفيلم في دور العرض في 11 مايو 2007 في المملكة المتحدة والولايات المتحدة عبر شركتي توينتيث سينتشري فوكس وفوكس أتوميك، على التوالي. تلقى الفيلم مراجعات إيجابية من النقاد وحقق إيرادات تجاوزت 72.3 مليون دولار عالمياً. صدر الجزء الثالث  بعنوان بعد 28 عاما في 20 يونيو 2025.

## القصة
خلال تفشي فيروس الغضب يلتجئ دون وزوجته أليس في كوخ في مكان ما في الريف البريطاني فوجدا فيه أربعة أشخاص تحصنوا فيه وإذا هم يتغذون المعكرونة فإذا بصبي يطرق الباب من أجل المساعدة فأدخلوه وقال لهم ان والديه اصيبوا بفيروس الغضب وهموا ورائي لأكلي، وبعد لحظات داهم مجموعة من المصابين الكوخ لأكل من فيه وهربوا المتحصنين في البيت لكن المصابين بالفيروس حاصروا المنزل وفي تلك الحظات حاصر زومبي أليس والطفل وطلبت من زوجها دون أن يساعدهما لكن دون جدوى، وهرب دون من الكوخ وتتبعها جري يائس من دون لإجاد مهرب وفي تلك الأثناء وجد زورق في النهر وكان مربوط وبطريقة ما فتحه وهرب.
وعلى مدى 28 أسبوع عقب الكارثة، أعلن ان المصابين قد توفو جميعا بسبب الجوع، وقدأعلنت بريطانيا آمنة نسبيا وبقيادة أمريكا مدعومة بحلف شمال الأطلسي تحت قيادة الجنرال ستون بدئ جلب المستوطنين لإعادة الحياة كما كانت، ومن بين القادمين الجدد تامي وواندي أولاد دون وأليس والذين كانوا في إسبانيا خلال تفشي الفيروس فذهبا الولدان ل المنطقة المغلقة وهي منطقة آمنة ومحمية بسلاح لكشف صحي عليهما فاكتشفة روس الضابط المسؤول عن رعاية الطبية ان الطفل واندي لديه عيون ملونة وهي صفة إكتسبها من أمه أليس وفي تلك المنطق يوجد الرقيب دويل وصديقه فلين وهو طيار هليكوبتر وهم من بين الجنود المكلفين بحماية المنطقة الآمنة.
وفي لم شمل العائلة اخبر دون ابنهما تامي وواندي ان والدتهم أليس لم تنج من الكارثة.
وفي اليوم التالي، تامي وواندي الحزنين على فقدان امهم خرجا من المنطقة الآمنة وسارا على اقدامهم إلى حي في لندن حيث أخليت من سكانها وفي منزلهم السابق آملوا ان يعثروا على صورة فوتوغرافية لها، لكن وجدوا في المنزل امهما أليس حيا لكن بالكاد شبه واعية وفي تلك الأثناء وجد الجيش الثلاثي في المنزل فاعادوهم إلى المنطقة الآمنة حيث تم تحليل دم أليس فوجدوا انها مصابة بالفيروس ولكن لدهجة وجدوا انها لديها مناعة طبيعية لمواجهة الفيروس لكن رغم ذلك تم وضعها في مكان آمن ومغلق وممنوع الدخول بسبب انها قد تنقل الفيروس ولكن دون يسمع بمجيئ زوجته أليس من ولديه هو مدير المنطقة هناك ففتح زنزانة أليس لطلب السماح عما حصل في الكوخ من تجاهله لها عن مساعدتها فقبلت منه العذر فقبلها وهو لايدري ان اللعاب قد ينقل الفيروس وهذا ماحصل فتحول دون إلى زومبي وقتل زوجته أليس بوحشية وذهب في حالة من الهيجان ليقتل حارس الزنزانة
وقد وضع في الحال وضعية الطوارئ وتم اجلائ الناس إلى غرف آمنة.
ورغم الاحتياطات وصل دون إلى غرف تحتوي على حشود كبيرة من الناس وبدأ يهاجم فيهم مما تسبب بسرعة تأثير الدومينو، روس الضابطة الطبية أرادت انقاذ تامي واندي من الجنود المحيطين بالمبنى الذين أمروا بقتل كل من يهرب خوفا من تفشي الفيروس وأمرت عبر اللاسلكي
الجندي دويل بعدم إطلاق النار على الولدين فلم يطلق دويل النار مما تخلى عن منصبه وهرب هو وروس وتامي وواندي واشخاص أخرون عبر نفق غرينتش وقد تم في تلك اللحظات إعطاء أوامر بقصف المدينة بقنابل حارقة للقضاء على المصابين لكن بقي مجموعة كبير منهم من بينهم دون، وطالبت روس بحماية الطفلين لانهم قد يكونان يحملان علاج الفيروس ويجب أن يكونوا محميين، وبعد ذلك وصل فلين بالهليكوبتر لكنه رفض ان ياتي معه شخص أخر لانه سيطلق عليه النار تحسبا لوجود زومبي معه وبعد ذلك إتصل فلين بدويل عن طريق الراديو امرا اياه بتوجه إلى ملعب ويمبلي ليقومو بانقاذهم لكن دويل يتجاهل ذلك ويتجه إلى سيارة ليحتموا منها من غاز الأعصاب لقتل المصابين بالفيروس وفعلا قتلوا ومع تشغيلهم السيارة للهروب فلم تعمل السيارة دويل هبط من السيارت ليقوم بتحريكها وفعلا عملت السيارت لكن دويل مات محترقا بقاذف لهب بسبب جنود اعتقدوا انه زومي
قامت روس بالهرب بالسيارت ومعها تامي وواندي في مترو الأنفاق بلندن حيث واصلوا المشي الاقدام غير ان دون قتل روس وذهب للبحث عن الأطفال فوجد ابنه اندي وقام بعضه إلى ان قتلته ابنته تامي بسلاح روس ولم يصب اندي لانه لديه مناعة طبيعية كأمه فواصل الطفلين السير إلى ملعب ويمبلي ليتم انقذهما من قبل الطيار فلين
وبعد 28 يوم تحدث صوت من الراديو في طائرة فلين المهجورة داعيا المساعدة ويحذر ان المصابين يمرون من نفق مترو باريس تروكاديرو

## روابط خارجية
- مقالات تستعمل روابط فنية بلا صلة مع ويكي بيانات